# Potentilla macropoda
Potentilla macropoda är en rosväxtart som beskrevs av J. Soják. Potentilla macropoda ingår i Fingerörtssläktet som ingår i familjen rosväxter. Inga underarter finns listade i Catalogue of Life.